# Romain Maitre
Romain Maitre (Vesoul, 1º giugno 1988) è un pilota motociclistico francese.

## Carriera
Per quanto riguarda le competizioni internazionali, la sua presenza più importante è stata nel motomondiale 2007 dove ha preso parte come wild card al GP di Francia della classe 125 in sella ad una Honda. Ha tagliato il traguardo della corsa in 28ª posizione, senza ottenere punti validi per il campionato.
Per il resto la sua attività nel motociclismo si è svolta nel campionato nazionale francese dove si è piazzato al 27º posto in 125 nel 2008 e al 14º nella Supersport nel 2010.
Nel 2011 partecipa come wild card alla gara francese della Superstock 1000 FIM Cup con una Kawasaki ZX-10R del team Moto 39 Competition. Chiude al ventiduesimo posto la gara, non ottenendo pertanto un piazzamento nella zona punti. Partecipa nuovamente al gran premio di Francia della Superstock 1000, nel 2014, con una Suzuki GSX-R1000 del team AM Moto Racin Competition, chiude la gara in zona punti ma viene successivamente squalificato. Nel 2016 partecipa per la terza volta al Gran Premio di casa, con lo stesso team del 2014 ma con un'altra moto: la Kawasaki ZX-10R. Chiude la gara al ventesimo posto. Nelle annate successive si specializza nelle corse di durata, prendendo parte anche al mondiale Endurance.

## Risultati nel motomondiale
| 2007 | Classe | Moto  |  |  |  |  |    |  |  |  |  |  |    |  |  |  |  |  |  |  | Punti | Pos. |
| ---- | ------ | ----- |  |  |  |  | -- |  |  |  |  |  | -- |  |  |  |  |  |  |  | ----- | ---- |
| 2007 | 125    | Honda |  |  |  |  | 28 |  |  |  |  |  | NE |  |  |  |  |  |  |  | 0     |      |

| Legenda | 1º posto        | 2º posto            | 3º posto            | A punti      | Senza punti        | Grassetto – Pole position Corsivo – Giro più veloce |
| Legenda | Gara non valida | Non qual./Non part. | Ritirato/Non class. | Squalificato | '-' Dato non disp. | Grassetto – Pole position Corsivo – Giro più veloce |